# Kenneth Muguna
Kenneth Muguna (Kisumu, 6 gennaio 1996) è un calciatore keniota, centrocampista dell'Azam e della nazionale keniota.

## Carriera

### Club
Ha giocato nella massima serie keniota ed in quella albanese.

### Nazionale
Nel 2017 ha esordito in nazionale.

## Statistiche

### Cronologia presenze e reti in nazionale
| Cronologia completa delle presenze e delle reti in nazionale ― Kenya | Cronologia completa delle presenze e delle reti in nazionale ― Kenya | Cronologia completa delle presenze e delle reti in nazionale ― Kenya | Cronologia completa delle presenze e delle reti in nazionale ― Kenya | Cronologia completa delle presenze e delle reti in nazionale ― Kenya | Cronologia completa delle presenze e delle reti in nazionale ― Kenya | Cronologia completa delle presenze e delle reti in nazionale ― Kenya | Cronologia completa delle presenze e delle reti in nazionale ― Kenya |
| Data                                                                 | Città                                                                | In casa                                                              | Risultato                                                            | Ospiti                                                               | Competizione                                                         | Reti                                                                 | Note                                                                 |
| -------------------------------------------------------------------- | -------------------------------------------------------------------- | -------------------------------------------------------------------- | -------------------------------------------------------------------- | -------------------------------------------------------------------- | -------------------------------------------------------------------- | -------------------------------------------------------------------- | -------------------------------------------------------------------- |
| 2-9-2017                                                             | Maputo                                                               | Egitto                                                               | 1 – 1                                                                | Kenya                                                                | Amichevole                                                           | -                                                                    | 73’                                                                  |
| 8-10-2017                                                            | Nonthaburi                                                           | Thailandia                                                           | 1 – 0                                                                | Kenya                                                                | Amichevole                                                           | -                                                                    |                                                                      |
| 28-5-2018                                                            | Machakos                                                             | Kenya                                                                | 1 – 0                                                                | Guinea Equatoriale                                                   | Amichevole                                                           | -                                                                    | 57’                                                                  |
| 10-6-2018                                                            | Calcutta                                                             | India                                                                | 2 – 0                                                                | Kenya                                                                | Amichevole                                                           | -                                                                    | 38’                                                                  |
| 28-7-2019                                                            | Dar-es-Salaam                                                        | Tanzania                                                             | 0 – 0                                                                | Kenya                                                                | Campionato delle Nazioni Africane 2019                               | -                                                                    |                                                                      |
| 4-8-2019                                                             | Kasarani                                                             | Kenya                                                                | 0 – 0 (1 – 4 dtr)                                                    | Tanzania                                                             | Campionato delle Nazioni Africane 2019                               | -                                                                    |                                                                      |
| 8-9-2019                                                             | Nairobi                                                              | Kenya                                                                | 1 – 1                                                                | Uganda                                                               | Amichevole                                                           | 1                                                                    |                                                                      |
| 13-10-2019                                                           | Nairobi                                                              | Kenya                                                                | 0 – 1                                                                | Mozambico                                                            | Amichevole                                                           | -                                                                    | 64’                                                                  |
| 14-11-2019                                                           | Alessandria d'Egitto                                                 | Egitto                                                               | 1 – 1                                                                | Kenya                                                                | Qual. Coppa d'Africa 2021                                            | -                                                                    | 63’                                                                  |
| 18-11-2019                                                           | Kasarani                                                             | Kenya                                                                | 1 – 1                                                                | Togo                                                                 | Qual. Coppa d'Africa 2021                                            | -                                                                    | 63’                                                                  |
| 8-12-2019                                                            | Kampala                                                              | Kenya                                                                | 1 – 0                                                                | Tanzania                                                             | Coppa CECAFA 2019 - 1º turno                                         | -                                                                    |                                                                      |
| 10-12-2019                                                           | Kampala                                                              | Kenya                                                                | 2 – 1                                                                | Sudan                                                                | Coppa CECAFA 2019 - 1º turno                                         | -                                                                    |                                                                      |
| 14-12-2019                                                           | Kampala                                                              | Kenya                                                                | 1 – 0                                                                | Zanzibar                                                             | Coppa CECAFA 2019 - 1º turno                                         | -                                                                    | 58’                                                                  |
| 17-12-2019                                                           | Kampala                                                              | Kenya                                                                | 1 – 4                                                                | Eritrea                                                              | Coppa CECAFA 2019 - Semifinale                                       | -                                                                    |                                                                      |
| 19-12-2019                                                           | Kampala                                                              | Kenya                                                                | 2 – 1                                                                | Tanzania                                                             | Coppa CECAFA 2019 - Finale                                           | 1                                                                    |                                                                      |
| 9-10-2020                                                            | Nairobi                                                              | Kenya                                                                | 2 – 1                                                                | Zambia                                                               | Amichevole                                                           | -                                                                    | 79’                                                                  |
| 15-11-2020                                                           | Iconi                                                                | Comore                                                               | 2 – 1                                                                | Kenya                                                                | Qual. Coppa d'Africa 2021                                            | -                                                                    | 41’                                                                  |
| 13-3-2021                                                            | Nairobi                                                              | Kenya                                                                | 1 – 0                                                                | Sudan del Sud                                                        | Amichevole                                                           | -                                                                    | 46’ 48’                                                              |
| 15-3-2021                                                            | Nairobi                                                              | Kenya                                                                | 2 – 1                                                                | Tanzania                                                             | Amichevole                                                           | -                                                                    |                                                                      |
| 25-3-2021                                                            | Nairobi                                                              | Kenya                                                                | 1 – 1                                                                | Egitto                                                               | Qual. Coppa d'Africa 2021                                            | -                                                                    |                                                                      |
| 2-9-2021                                                             | Nairobi                                                              | Kenya                                                                | 0 – 0                                                                | Uganda                                                               | Qual. Mondiali 2022                                                  | -                                                                    | 71’                                                                  |
| 5-9-2021                                                             | Kigali                                                               | Ruanda                                                               | 1 – 1                                                                | Kenya                                                                | Qual. Mondiali 2022                                                  | -                                                                    |                                                                      |
| 7-10-2021                                                            | Agadir                                                               | Mali                                                                 | 5 – 0                                                                | Kenya                                                                | Qual. Mondiali 2022                                                  | -                                                                    |                                                                      |
| 10-10-2021                                                           | Nairobi                                                              | Kenya                                                                | 0 – 1                                                                | Mali                                                                 | Qual. Mondiali 2022                                                  | -                                                                    |                                                                      |
| 11-11-2021                                                           | Kampala                                                              | Uganda                                                               | 1 – 1                                                                | Kenya                                                                | Qual. Mondiali 2022                                                  | -                                                                    |                                                                      |
| 15-11-2021                                                           | Nairobi                                                              | Kenya                                                                | 2 – 1                                                                | Ruanda                                                               | Qual. Mondiali 2022                                                  | -                                                                    |                                                                      |
| 28-3-2023                                                            | Teheran                                                              | Iran                                                                 | 2 – 1                                                                | Kenya                                                                | Amichevole                                                           | -                                                                    | 52’ 89’                                                              |
| 7-9-2023                                                             | Al Wakrah                                                            | Qatar                                                                | 1 – 2                                                                | Kenya                                                                | Amichevole                                                           | -                                                                    | 22’ 86’                                                              |
| 12-9-2023                                                            | Kasarani                                                             | Kenya                                                                | 0 – 1                                                                | Sudan del Sud                                                        | Amichevole                                                           | -                                                                    | 60’                                                                  |
| 16-10-2023                                                           | Aksu                                                                 | Russia                                                               | 2 – 2                                                                | Kenya                                                                | Amichevole                                                           | -                                                                    | 88’                                                                  |
| 16-11-2023                                                           | Franceville                                                          | Gabon                                                                | 2 – 1                                                                | Kenya                                                                | Qual. Mondiali 2026                                                  | -                                                                    | 68’                                                                  |
| 23-3-2024                                                            | Lilongwe                                                             | Malawi                                                               | 0 – 4                                                                | Kenya                                                                | Amichevole                                                           | -                                                                    | 46’                                                                  |
| 26-3-2024                                                            | Lilongwe                                                             | Zimbabwe                                                             | 1 – 3                                                                | Kenya                                                                | Amichevole                                                           | -                                                                    | 26’                                                                  |
| 7-6-2024                                                             | Lilongwe                                                             | Kenya                                                                | 1 – 1                                                                | Burundi                                                              | Qual. Mondiali 2026                                                  | -                                                                    |                                                                      |
| 11-6-2024                                                            | Lilongwe                                                             | Kenya                                                                | 0 – 0                                                                | Costa d'Avorio                                                       | Qual. Mondiali 2026                                                  | -                                                                    | 61’                                                                  |
| Totale                                                               |                                                                      | Presenze                                                             | 35                                                                   |                                                                      | Reti                                                                 | 2                                                                    |                                                                      |

## Palmarès

### Club

#### Competizioni nazionali
- Kenyan Premier League: 3

Gor Mahia: 2017, 2018, 2019